# آرارات زورابیان
آرارات آنوشاوانی زورابیان (ارمنی: Արարատ Անուշավանի Զուրաբյան؛ زادهٔ ۹ اوت ۱۹۶۳) یک و سیاستمدار اهل ارمنستان است که از تاریخ ۲۰۱۷ تا تاریخ ۲۰۱۸ سمت سمت نمایندگی دوره ششم مجلس ملی جمهوری ارمنستان را برعهده داشت.

## زندگی‌نامه
در ۹ اوت ۱۹۶۳ در ایروان به دنیا آمد و از دانشگاه ملی علوم کشاورزی ارمنستان فارغ‌التحصیل شد. 